# Pont Arslanagić
Le pont Arslanagić est situé en Bosnie-Herzégovine, sur le territoire du village d'Arslanagića Most et sur le territoire de la Ville de Trebinje. Construit au XVIe siècle, il est inscrit sur la liste des monuments nationaux Bosnie-Herzégovine.
Il a été construit grâce à une dotation de Mehmed Pacha Sokolović. Édifié à l'origine à 5 kilomètres en amont de son emplacement actuel, il fut en partie détruit durant la Seconde Guerre mondiale. Il a été déplacé et reconstruit à l'identique en 1972 à la suite de la construction d'un barrage hydro-électrique.

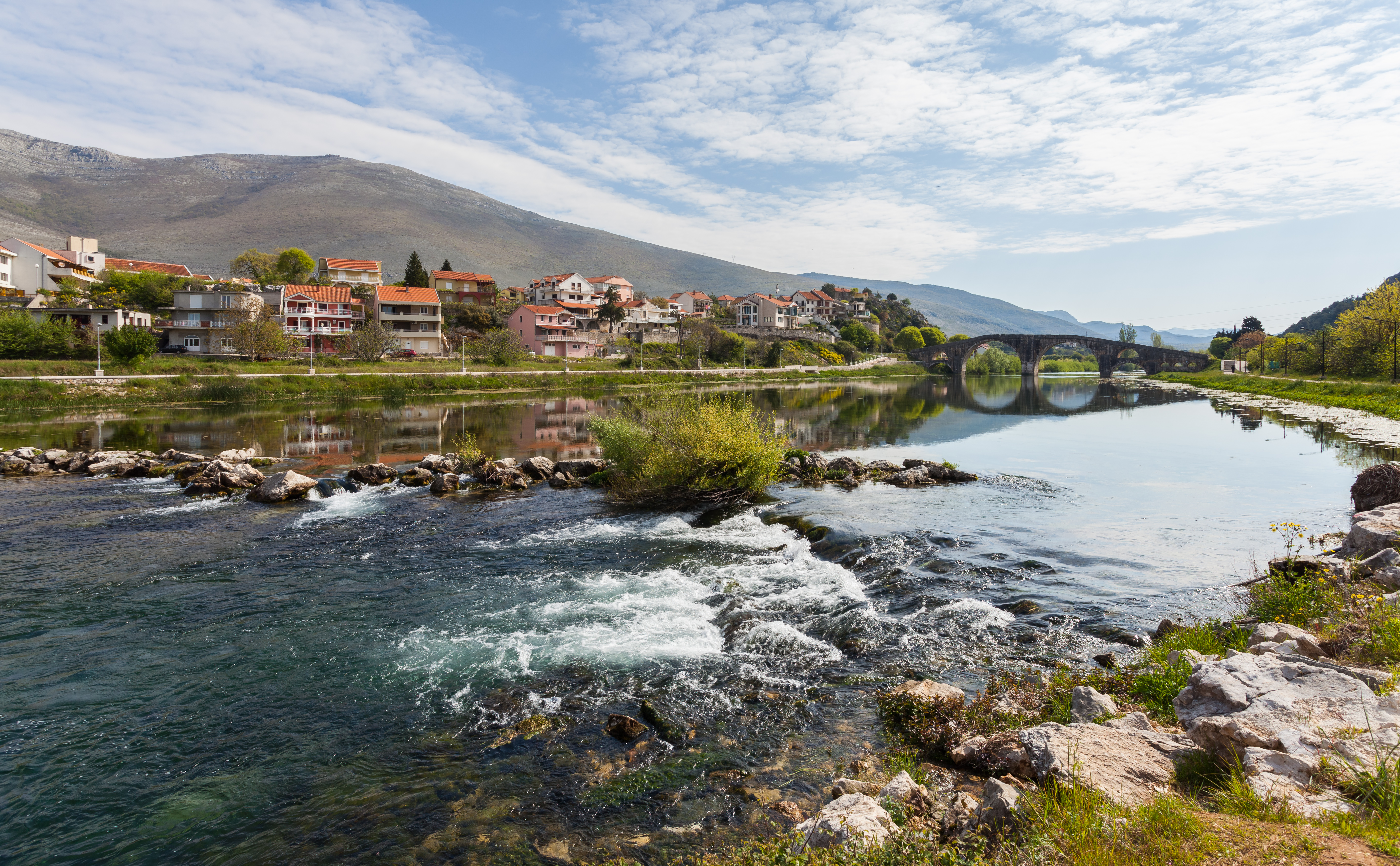
Le pont dans son environnement

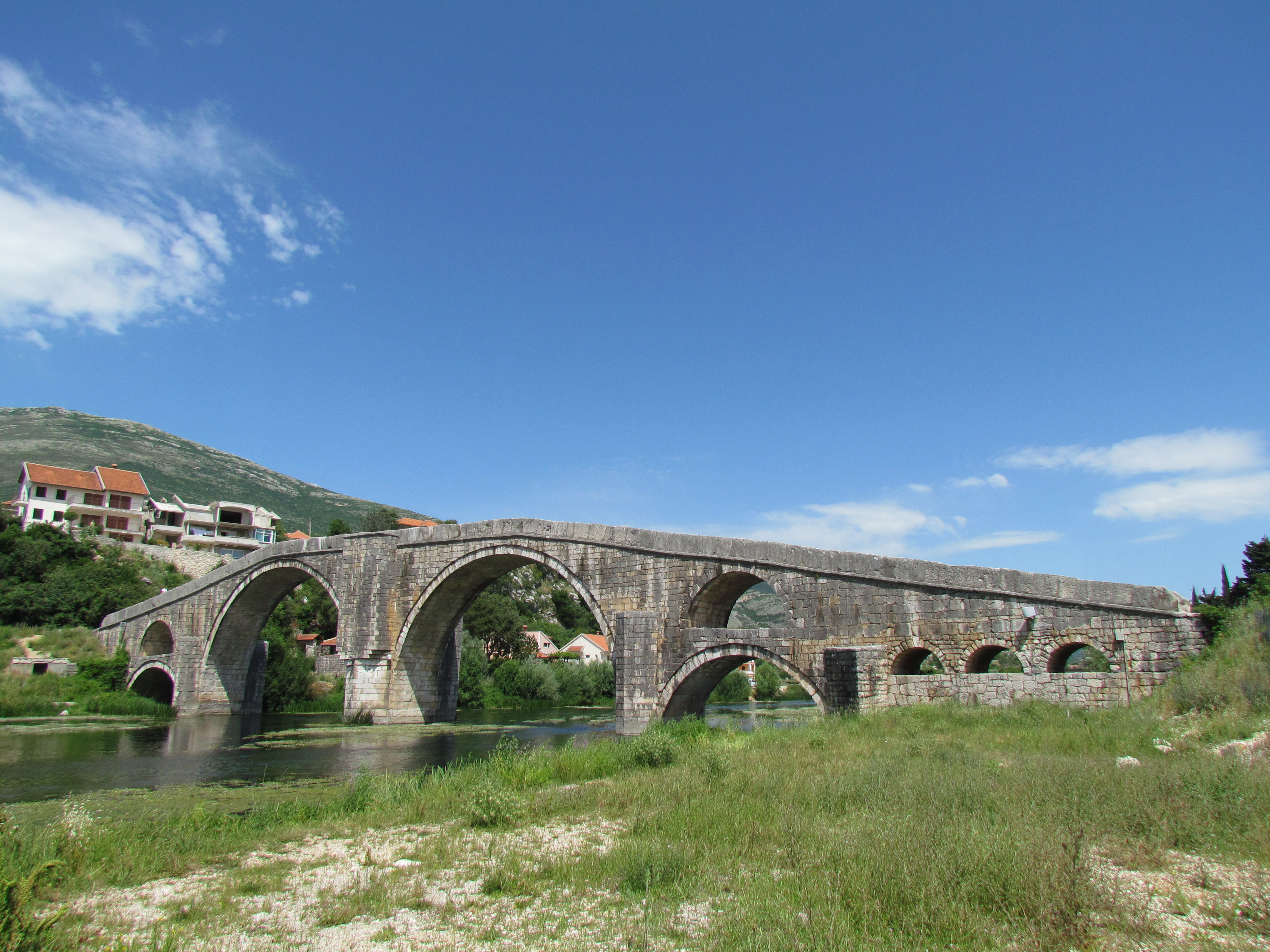
Autre vue du pont